# 강영준
강영준(姜永準, 1987년 2월 27일~)은 대한민국의 배구 선수, 지도자로 현재는 안산 OK금융그룹 읏맨의 코치를 맡고 있다, 2009-2010 신인 드래프트에서 전체 1순위로 서울 우리카드 위비에 입단하였다.

## 약력
강영준은 경기대학교 1학년 때부터 당당히 주전으로 활약하였고, 4학년 때 주장을 맡으며 2009년 춘계 대학배구 대회에서 문성민, 황동일, 신영석이 졸업한 경기대학교를 우승시키는 데 기여하여 최우수 선수상을 받았다. 이런 활약으로 그는 전체 1순위로 서울 우리카드 위비의 지명을 받게 되었다. 2012-2013 시즌 후 안산 OK저축은행 러시앤캐시의 전력 보강 선수로 지정되어 이적했다.

## 우리캐피탈시절
전체 1순위로 서울 우리카드 위비에 입단하였다.

## 안산 OK저축은행 러시앤캐시시절
팀의 주장을 맡아 활약하였다.

## 의정부 KB손해보험 스타즈시절
트레이드로 김홍정과 함께 의정부 KB손해보험 스타즈로 이적하였다. 시즌 시작 전 부상을 당하면서 의정부 KB손해보험 스타즈에서의 첫 경기를 치르지 못하고 있다.

## 경력 사항
- 2009.07 제25회 베오그라드 하계유니버시아드대회 배구 국가대표
- 2009.06 제21회 아시아퍼시픽컵 남자배구대회 국가대표

## 수상 경력
- 2009년 삼성화재배 대학배구춘계대회 MVP